# Charles Pelham
Charles Alfred Worsley Pelham (11 juin 1859 - 12 juillet 1936) est un pair et un homme politique britannique. Entre 1890 et 1892, il sert comme capitaine de l'honorable Corps of Gentlemen-at-Arms, c'est-à-dire comme whip en chef à la Chambre des lords, pour le gouvernement conservateur de Robert Arthur Talbot Gascoyne-Cecil. En 1875, il prend pour titre celui de 4e comte de Yarborough.

## Jeunesse et formation
Pelham est le fils aîné de Charles Anderson-Pelham, et de son épouse, Victoria Alexandrina Hare, fille de William Hare. Il fait ses études au Collège d'Eton et au Trinity College, Cambridge. Il utilise à l'origine le nom de famille Anderson-Pelham, mais prend par licence royale le nom de famille de Pelham seulement en 1905. 

## Carrière politique
Lorsque Yarborough hérite des titres de son père en 1875, il prend son siège à la Chambre des lords en tant que libéral, mais devient plus tard un conservateur sur l'autonomie irlandaise. En 1890, il est admis au Conseil privé et est nommé capitaine de l'honorable Corps des messieurs d'armes sous Lord Salisbury, poste qu'il occupe jusqu'en 1892. 
Pendant la seconde guerre des Boers un nouveau régiment est formé sous le nom de Lincolnshire Imperial Yeomanry, dont Yarborough est nommé Lieutenant-colonel en juin 1901. Après la guerre, il devient une unité permanente sous le nom de Lincolnshire Yeomanry. Lord Yarborough est nommé colonel honoraire du 3e bataillon (milice) du Lincolnshire Regiment en 1898 et du 5e bataillon du Lincolnshire Regiment (armée territoriale) en 1922 ,. 
En 1921, il est nommé Lord Lieutenant du Lincolnshire, et le reste jusqu'à sa mort en 1936. Il est fait chevalier de la jarretière en 1935. Il est également Grand Maître Provincial du Lincolnshire (francs-maçons) à partir de 1895 et Maître des Fox Hounds de Brocklesby à partir de 1880.

## Famille
Charles Pelham épouse Marcia Lane-Fox, fille et cohéritière de Sackville Lane-Fox, le 5 août 1886. Ils ont quatre fils: 
- Charles Pelham (1887–1914).
- Sackville Pelham (1888–1948).
- Arcy Francis (né et décédé en 1892).
- Marcus Herbert Pelham (1893–1966).

Sackville Pelham meurt en juillet 1936, âgé de 77 ans.